# Länsväg 184
De Zweedse weg 184 (Zweeds: Länsväg 184) is een provinciale weg in de provincie Västra Götalands län in Zweden en is circa 46 kilometer lang.

## Plaatsen langs de weg
- Falköping
- Gudhem
- Skara
- Hasslösa
- Vinninga
- Lidköping

## Knooppunten
- Riksväg 46 bij Falköping (begin)
- E20 bij Skara
- Riksväg 44 bij Lidköping (einde)